# Émile Prudent
Émile Racine Gauthier Prudent (3 februari 1817, Angoulême - 14 mei 1863, Parijs) was een Frans pianist, componist en muziekpedagoog. Zijn oeuvre omvat ongeveer 70 werken, waaronder een trio voor piano, een concerto-symfonie, talrijke karakterstukken, variatiewerken, transcripties en etuden, en daarenboven nog zijn beroemde fantasieën op opera-aria's. Als muziekpedagoog was hij zeer succesvol, hij heeft meerdere uitstekende leerlingen opgeleid.

## Levensloop
Hij werd geboren in Angoulême, waar hij werd ingeschreven als "Racine Gauthier". Hij heeft zijn ouders nooit gekend en werd op jonge leeftijd geadopteerd door een pianostemmer, die hem zijn eerste muzieklessen gaf die later werden overgenomen door zijn oom Claude Victor Prudent, organist van de kathedraal van Angoulême. Op tienjarige leeftijd ging hij naar het Conservatorium van Parijs waar hij studeerde bij Pierre Zimmermann. Hij behaalde de eerste prijs voor piano in 1833, en een tweede prijs voor harmonie in 1834. Na het conservatorium had hij geen werkgevers, en had hij  enige tijd te kampen met financiële problemen totaan zijn eerste optreden voor publiek dat zeer goed werd ontvangen. Zijn mede concertgever was de befaamde pianovirtuoos Sigismund Thalberg. De jonge Prudent had met zijn Fantasia over Lucia di Lammermoor , Opus 8, veel succes. Vanaf 1835 maakte hij carrière als pianovirtuoos in Frankrijk en reisde tweemaal, in 1848 en 1852, naar Engeland voor premières van zijn werken. Hij overleed in Parijs in 1863, waar hij het grootste deel van zijn leven heeft gewoond. Hij werd begraven op de begraafplaats van Montmartre.